# Macropis
Macropis is een geslacht van vliesvleugelige insecten van de familie Melittidae.

## Soorten
- M. ciliata Patton, 1880
- M. dimidiata Yasumatsu & Hirashima, 1956
- M. europaea

Gewone slobkousbij Warncke, 1973
- M. frivaldszkyi Mocsáry, 1878
- M. fulvipes

Bruine slobkousbij (Fabricius, 1804)
- M. hedini Alfken, 1936
- M. immaculata Wu, 1965
- M. kiangsuensis Wu, 1978
- M. micheneri Wu, 1992
- M. nuda (Provancher, 1882)
- M. omeiensis Wu, 1965
- M. orientalis Michez & Patiny, 2005
- M. patellata Patton, 1880
- M. steironematis Robertson, 1891
- M. tibialis Yasumatsu & Hirashima, 1956
- M. ussuriana (Popov, 1936)